# PAM16
PAM16‏ (Presequence translocase associated motor 16) هوَ بروتين يُشَفر بواسطة جين PAM16 في الإنسان.